# Emile Kits van Waveren

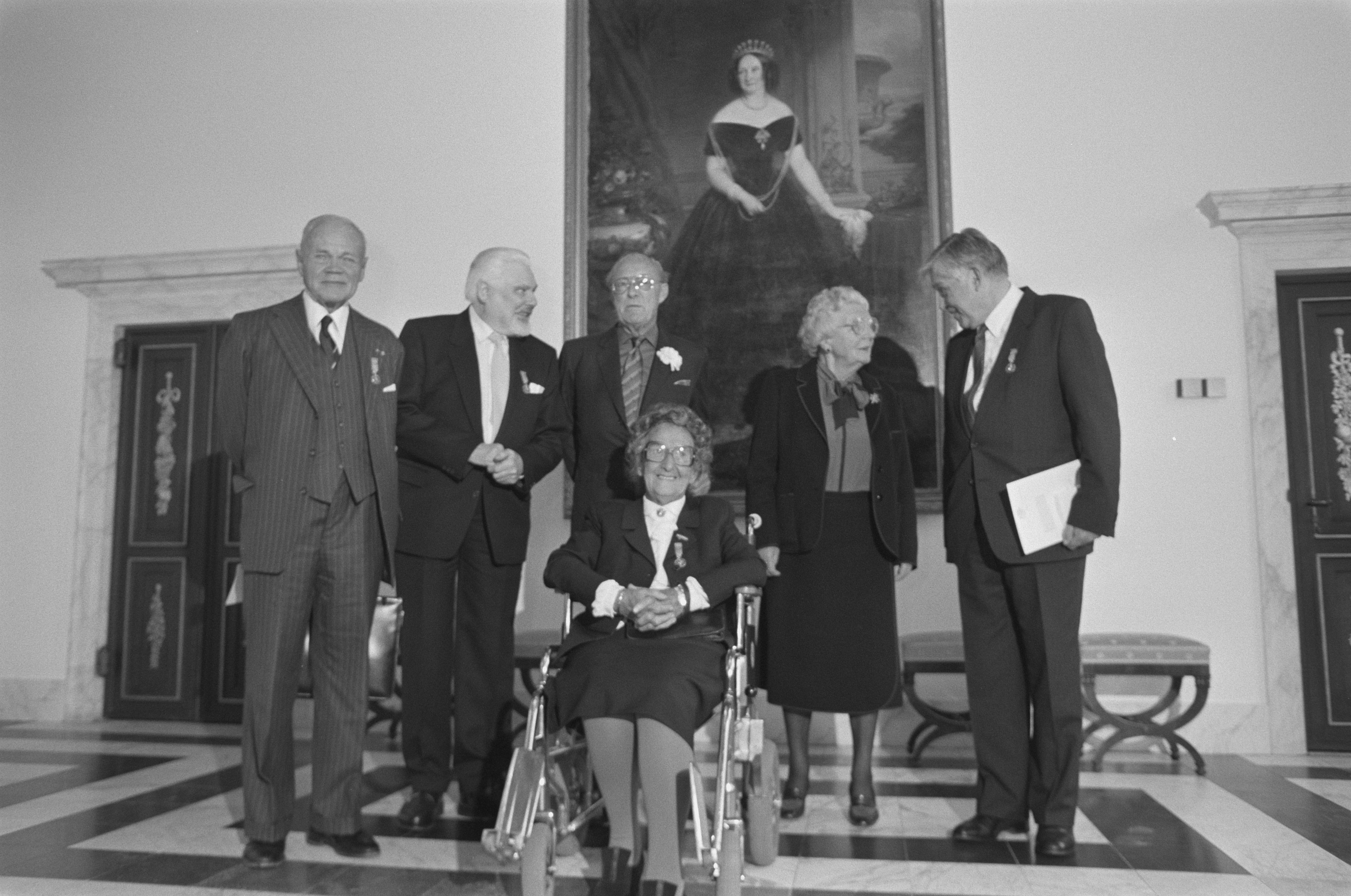
Uitreiking Zilveren Anjers 1988, met geheel links E. Kits van Waveren

Emile (Eddy) Kits van Waveren (Haarlem, 20 maart 1906 – Amsterdam, 3 september 1995) was een Nederlands internist, (amateur)mycoloog en verzetsstrijder tijdens de Tweede Wereldoorlog.

## Biografie
Hij werd geboren in Haarlem als zoon van Abraham Gerard Wilhelm van Waveren en Emilie Johanna Resink. In 1985 werd zijn geslachtsnaam gewijzigd van Van Waveren in Kits van Waveren en zijn voornamen Emile Kits in Emile. Hij studeerde geneeskunde aan de Universiteit van Amsterdam, waar hij in 1927 zijn kandidaatsexamen behaalde, in 1932 het artsexamen aflegde en in 1935 promoveerde. Zijn dienstplicht vervulde hij bij de geneeskundige dienst van het leger. Van 1937 tot 1954 was hij internist bij het Nederlands Kanker Instituut. Daarnaast had hij van 1937 tot 1981 een particuliere praktijk.
Tijdens zijn jeugd was hij lid van de Nederlands Jeugdbond voor Natuurstudie en publiceerde hij in Amoeba, het orgaan van deze vereniging. Ook nog tijdens zijn medicijnenstudie publiceerde hij enkele artikelen over mycologische onderwerpen.

### Tweede Wereldoorlog
Bij het uitbreken van de Tweede Wereldoorlog was hij gemobiliseerd als officier van gezondheid bij het 1e Regiment Huzaren. Vanaf medio 1943 sloot hij zich aan bij de verzetsorganisatie Ordedienst, waar hij hoofd werd van de medische sectie IIIa. In deze functie coördineerde hij de levering van materiaal voor veertig geplande EHBO-posten in Amsterdam, bedoeld voor illegale gevechtseenheden. In oktober 1944 werd hij benoemd tot hoofd van sectie IIIa van het landelijk Algemeen Hoofdkwartier van de Binnenlandse Strijdkrachten (BS). Daarnaast was hij lid van sectie V, verantwoordelijk voor spionage en inlichtingen. Hij bracht driemaal microfilms naar een in bezet gebied geparachuteerde Britse intelligence-officier.
Kits van Waveren fungeerde als contactpersoon tussen het Algemeen Hoofdkwartier van de BS en de top van de verzetsorganisatie Medisch Contact. In september 1944 besloot Groep 2000 een Geneeskundige Dienst op te richten. Hij gaf instructies voor het opzetten van deze dienst en was een schakel tussen Groep 2000 en de BS. 
In 1983 ontving Kits van Waveren het Verzetsherdenkingskruis.

### Na de oorlog
Na de bevrijding bekleedde Kits van Waveren diverse functies. Zo was hij de oprichter en voorzitter van de Medische Contactraad. In 1947 ontstond ophef naar aanleiding van een door hem gepubliceerd rapport over zijn inspectiereis, waarna hij aftrad.
In 1968 hervatte hij zijn onderzoek en publicaties over mycologie. Hij was een specialist op het gebied van de taxonomie van schimmels, met name het geslacht Psathyrella. Zijn bekendste werk is de monografie van The Dutch, French and British species of Psathyrella (1985). Er werden vier paddenstoelen naar hem vernoemd: Entoloma kitsii Noordel, Psathyrella kitsiana Örstadius, Psathyrella wavereniana M. Marchetti en Psathyrella waverenii Arnolds. In 1988 kreeg hij voor zijn verdiensten op het gebied van de mycologie de Zilveren Anjer opgespeld.
Kort voor zijn overlijden, in 1995, publiceerde hij nog een opiniestuk over het selectiemiddel loting bij studie. Verder trok hij nog de aandacht met zijn stelling dat de ziekte ME niet zou bestaan.

## Kits van Waverenfonds
In 1981 richtte hij "Stichting Rijksherbariumfonds dr. E. Kits van Waveren" op, dat tot doel heeft het bevorderen van de bestudering van de taxonomie, morfologie, ecologie, geografie en floristiek van plaatjeszwammen (agaricales sensu lato) aan of onder verantwoordelijkheid van het Rijksherbarium te Leiden. Het Rijksherbarium maakt tegenwoordig deel uit van Naturalis Biodiversity Center.

## Onderscheidingen
- Verzetsherdenkingskruis, 1983
- Erelid van de Nederlandse Mycologische Vereniging, 1983[13]
- Officier in de Orde van Oranje-Nassau, 1987[18]
- Zilveren Anjer, 1988

- Author citation (botany): Kits van Wav.
- Gemeinsame Normdatei: 1155786041
- International Standard Name Identifier: 0000 0000 2924 6689
- Library of Congress Control Number: n90691618
- Nederlandse Thesaurus van Auteursnamen: 071497021
- Système universitaire de documentation: 160434122
- Virtual International Authority File: 53316602
- WorldCat: E39PBJwdghhf3xBW87jD4yrg8C